# Soukhoï
Pour les articles homonymes, voir Su.

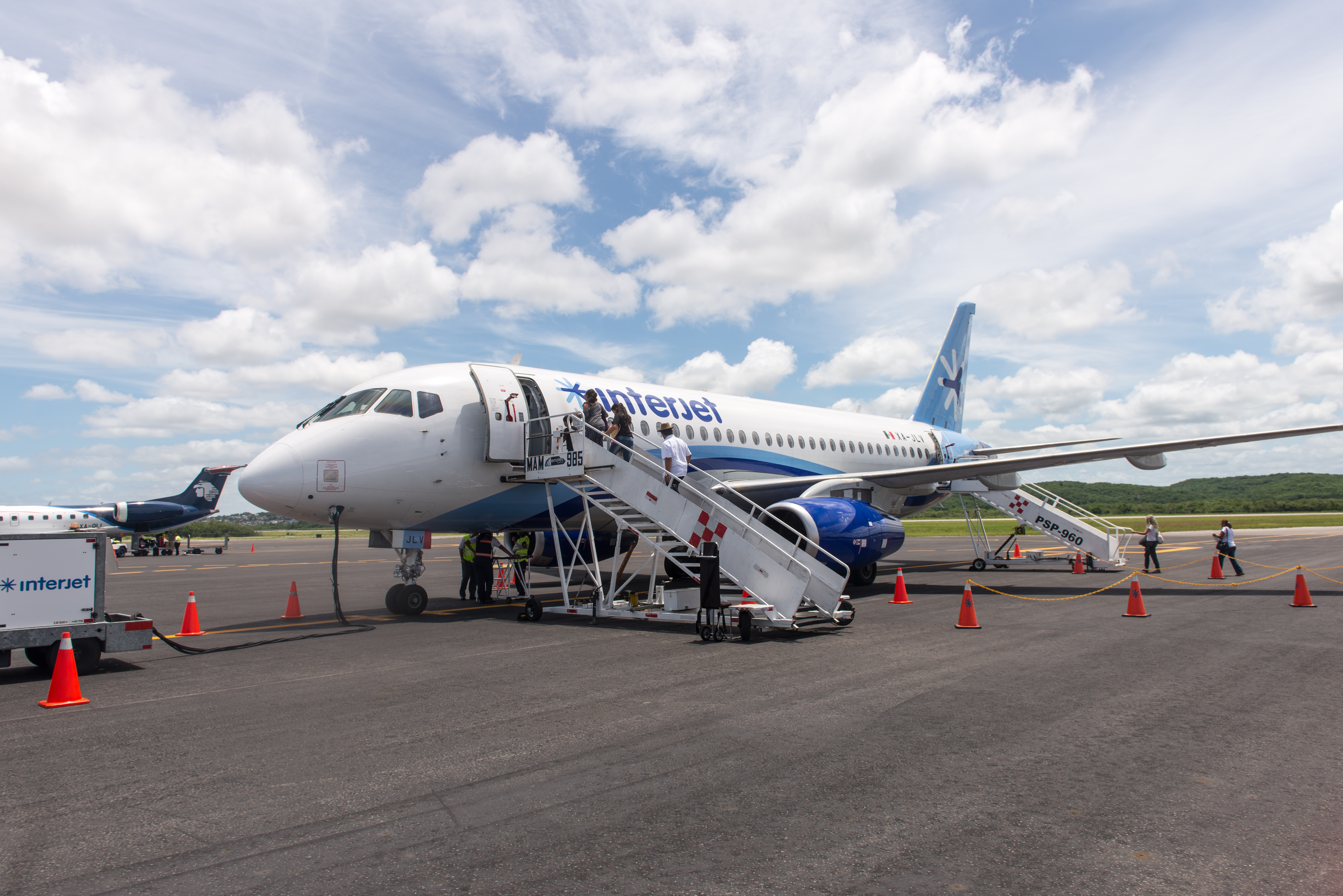
Sukhoi Superjet 100 (Campeche, Mexico) 2015

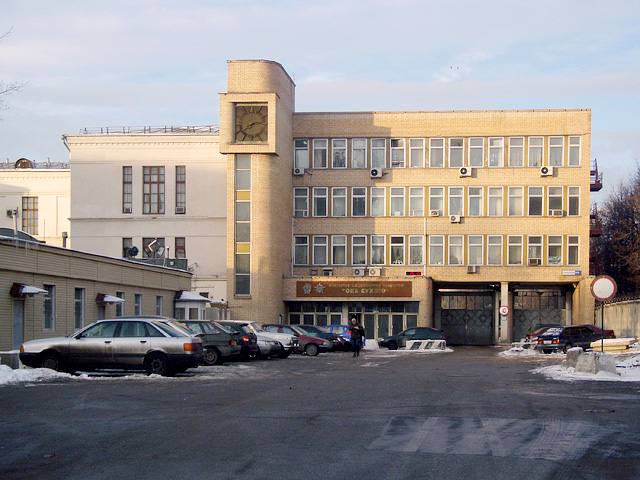
Le siège de Soukhoï

Soukhoï (en russe : Cухой) est l’un des principaux constructeurs d’avions militaires soviétiques. L’entreprise a été fondée par Pavel Soukhoï en 1939 sous le nom de « Bureau d'études Soukhoï » (le préfixe est « Su ») ou OKB-51. Elle est en 2009 connue sous le nom de Soukhoï Corporation, société qui appartient au groupe aéronautique Irkout,  membre du consortium OAK, puis fusionne en 2022 avec OAK.

## Histoire
L'histoire de Soukhoï remonte à la Seconde Guerre mondiale, lorsque l'entreprise a commencé à produire des avions pour l'Armée rouge. Pendant la guerre, elle a produit des avions tels que le Soukhoï Su-2, un bombardier léger utilisé pour les missions de reconnaissance, et le Soukhoï Su-6, un bombardier d'assaut.
Le gouvernement russe a passé commande de plusieurs avions de chasse Soukhoï en août 2009 pour la somme d'environ 2,5 milliards de dollars.
En décembre 2021, la fusion entre OAK, Soukhoï et MiG est annoncée. Elle est effective le 1er juin 2022, Soukhoï devenant une marque commerciale.

## Activités
L’entreprise comprend un bureau d’études implanté à Moscou et des unités de fabrication à Novossibirsk, Komsomolsk-sur-l'Amour, Voronej et Irkoutsk.
La gamme de produits va des avions de voltige aux avions de combat en passant par des avions de transports publics et privés.
Les principaux concurrents de l'industrie Soukhoï sont Lockheed Martin, Dassault Aviation et Northrop Grumman⁣⁣, bien qu'il ne soit pas spécialisé en chasseurs, mais plutôt en bombardiers.
La majeure partie des avions produits par Soukhoï équipent ou ont équipé l’armée de l'air russe, mais les modèles destinés à l’exportation sont présents dans un grand nombre de pays. Il s'agit de l'Arménie, l'Algérie, l’Inde, la Chine, l’Irak, la Pologne, la République tchèque, la Slovaquie, la Hongrie, la République démocratique allemande. Il y a aussi la Syrie, la Corée du Nord, le Viêt Nam, l’Afghanistan, le Yémen, l’Égypte, la Libye, l’Iran, l’Angola, l’Éthiopie, le Venezuela, la Malaisie et le Pérou. 
Au total, plus de 2 000 avions Soukhoï ont été exportés.

## Liste des avions créés par Soukhoï
Soukhoï a réutilisé certaines désignations. Ainsi Su-9 désigne un avion de 1946 et un autre de 1956, le premier n'ayant pas été produit en masse.
Les désignations des prototypes sont basées sur l'agencement des ailes :
- les ailes en flèche ont le préfixe « S » ;
- les ailes delta ont le préfixe « T ».

### Avions de production

#### Militaires
- Su-2 - 1937, bombardier léger

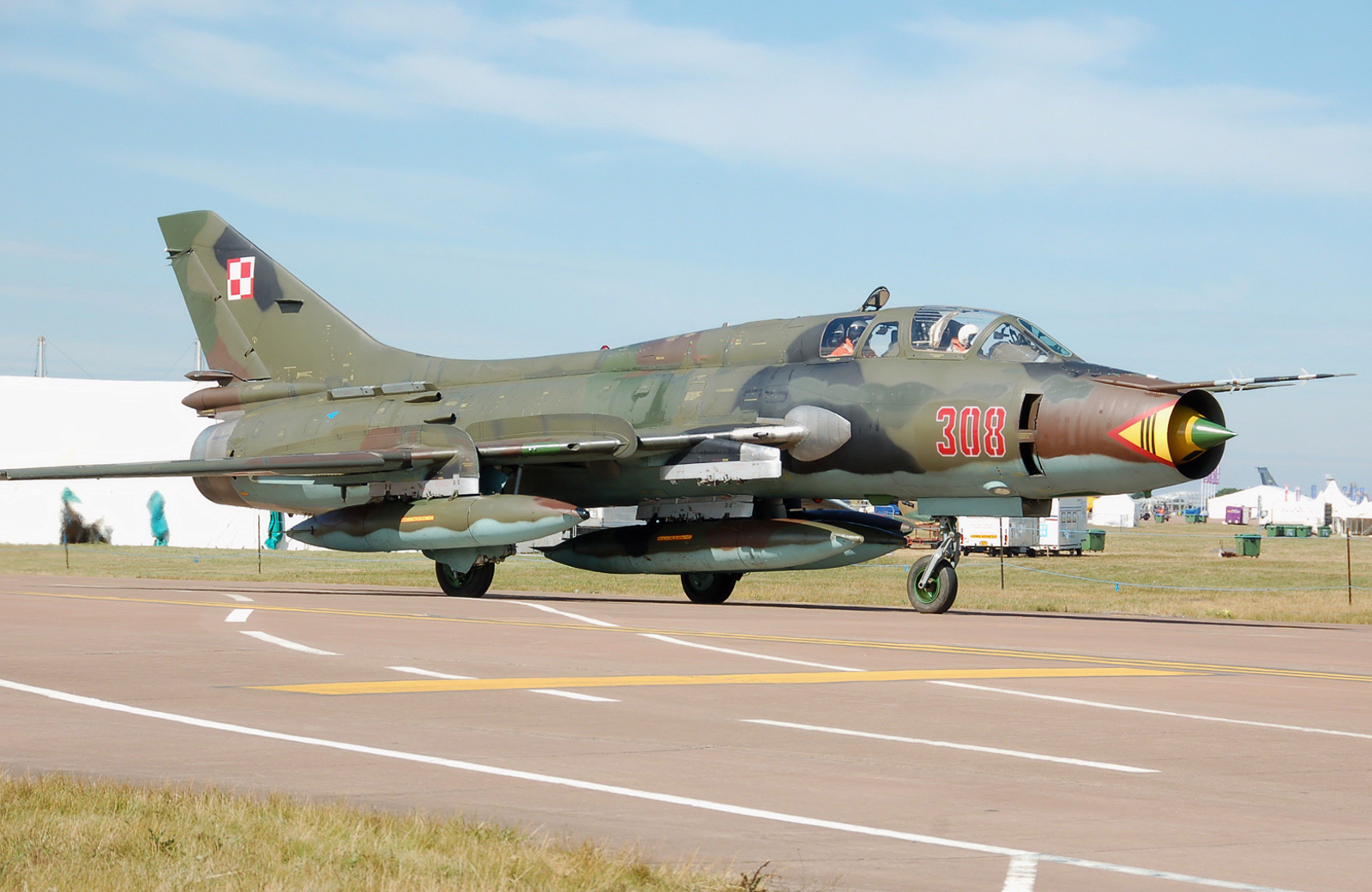
Un Sukhoï Su-22UM-3K de l'armée de l'air polonaise

- Su-7 Fitter - 1955, avion d'attaque au sol
- Su-9 Fishpot / Su-11 Fishpot-C - 1959, chasseur d'interception
- Su-15 Flagon / Su-21 - 1962, chasseur d'interception
- Su-17 Fitter / Su-20 / Su-22 - 1969, avion d'attaque au sol
- Su-24 Fencer - 1969, bombardier
- Su-25 Frogfoot / Su-39 - 1975, avion d'attaque au sol
- Su-27 Flanker - 1977, chasseur
- Su-28 - 1987, entrainement
- Su-30 Flanker C - 1989, chasseur multi-rôle
- Su-33 Flanker D - 1987, chasseur multi-rôle embarqué
- Su-32 / Su-34 Fullback - 1990, bombardier
- Su-35 Flanker E - 2008, chasseur multi-rôle
- Su-37 - 1988, Démonstrateur technologique
- Su-57 - 2010, chasseur multi-rôle

#### Civils
- Su-26 - 1988, avion de voltige

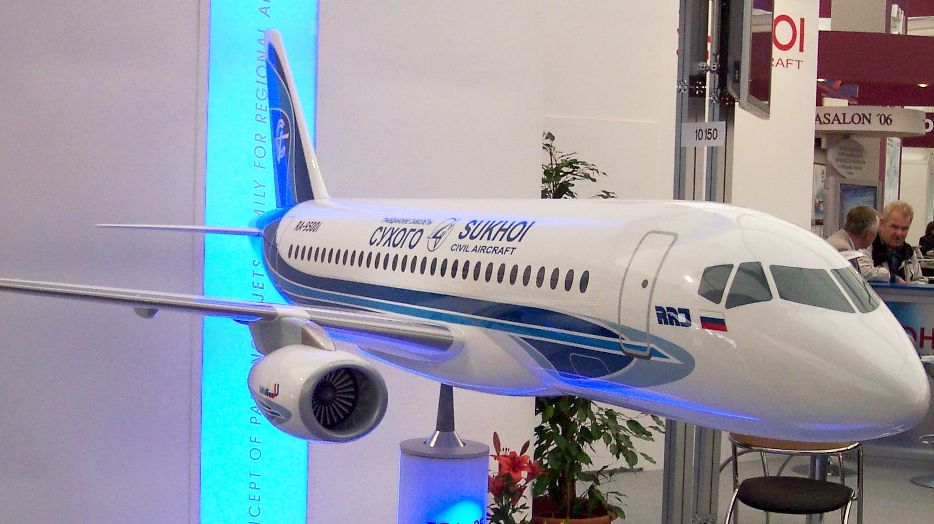
Une maquette du Sukhoï RRJ

- Soukhoï Su-29 (en) - 1991, avion de voltige
- Su-31 - 1992, avion de voltige
- Su-80 - 2001, transport
- Soukhoï Superjet 100 - 2008, transport civil (ancien projet Russian Regional Jet RRJ60, RRJ75, RRJ95)

### Avions expérimentaux (projets en cours ou abandonnés)
- Su-1 / Su-3 - 1940, chasseur de haute altitude
- Su-5 - 1945, chasseur mixte hélice/réaction
- Su-6 - 1941, avion d'attaque au sol à propulsion mixte pistons/fusée
- Su-8 (en) - 1944, avion d'attaque au sol
- Su-9 - 1946, chasseur à réaction
- Su-10 (en) bombardier à réaction (n'a jamais volé)
- Su-12 - 1947, reconnaissance
- Su-15 P - 1949, intercepteur
- Su-17 - 1949, intercepteur
- T-3 (en) - 1956, intercepteur
- P-1 (en) - 1957, intercepteur
- S-21, avion d'affaires supersonique civil
- KR-860- avion de transport double pont (n'a jamais volé)
- T-4 - 1972, bombardier stratégique supersonique
- Su-37 - 1996, chasseur multi-rôle à poussée vectorielle
- Su-38 (en) - 2001, travail agricole
- Su-47 Berkut - 1997, expérimental
- T-60S - bombardier (n'a jamais volé)
- SU-57 (ex Soukhoï T-50 et  PAK-FA) - 2010, chasseur multi-rôle en cours de développement
- Soukhoï/HAL FGFA - 2010, version indienne du T-50 PAK-FA
- Irkout MS-21 - en cours de développement (Soukhoï conçoit les ailes)
- SSBJ - avion d'affaires supersonique civil (en projet)
- Su-75 Checkmate - chasseur multi-rôle en cours de développement (premier vol prévu pour 2023)